# St.-Plechelmus-Basilika

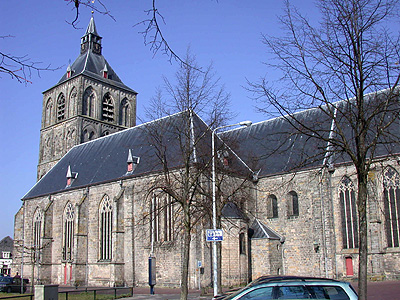
St.-Plechelmus-Basilika

Die St.-Plechelmus-Basilika (nl. Sint-Plechelmusbasiliek) ist eine römisch-katholische Kirche in Oldenzaal, Niederlande. Die Kirche ist dem heiligen Plechelmus gewidmet, einem irischen Mönch aus dem 8. Jahrhundert. Die zum Erzbistum Utrecht gehörende Kirche trägt den Titel einer Basilica minor und ist als Rijksmonument geschützt.

## Geschichte
Um das Jahr 765 ließ der Missionar Plechelmus eine Vorgängerkirche erbauen, die er dem heiligen Silvester widmete. Als zweite Kirche errichtete der aus Oldenzaal gebürtige Bischof Balderich von Utrecht 954 eine neue Kirche und widmete diese Plechelmus, von dem auch eine Reliquie vorhanden ist. Zugleich wurde ein Ordenskapitel gestiftet.
Die heutige Plechelmuskirche wurde Mitte des 12. Jahrhunderts aus Bentheimer Sandstein im spätromanischem Stil westfälischer und sächsischer Prägung als kreisförmige Basilika mit einem dreiseitig geschlossenen Altarraum erbaut. Vom Vorgängerbau wurden ein Kirchenschiff, der Nordgang, das nördliche Querschiff und ein Chorjoch übernommen. Im Innenraum ruhen die Rippengewölbe des Schiffs auf dicken, viereckigen Pfeilern. Der Bau der Basilika wurde etwa 1180 abgeschlossen. Im Laufe der Jahre wurden noch verschiedene Elemente, wie zum Beispiel die Tore im Jahr 1240, hinzugefügt.

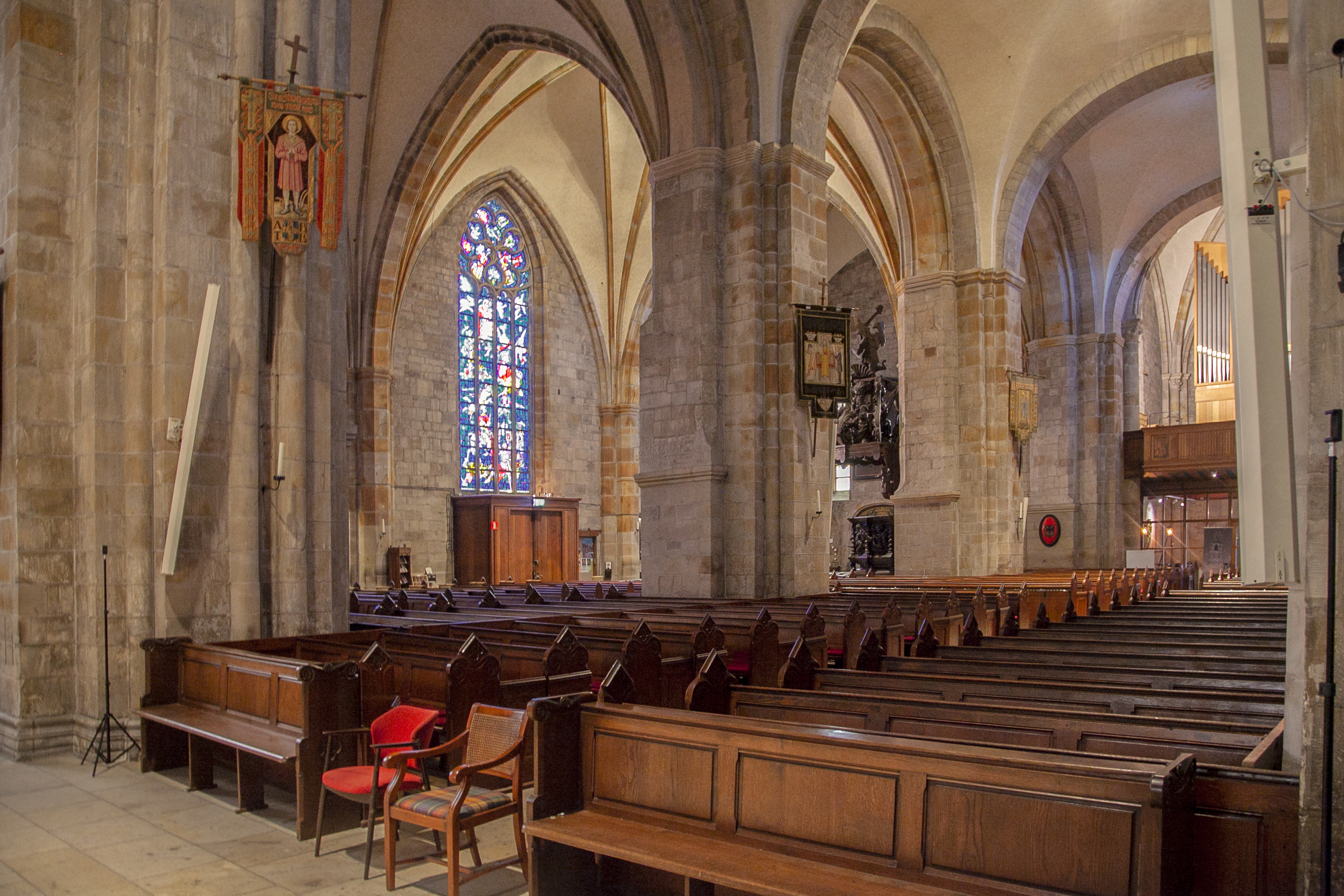
Blick in das Hauptschiff
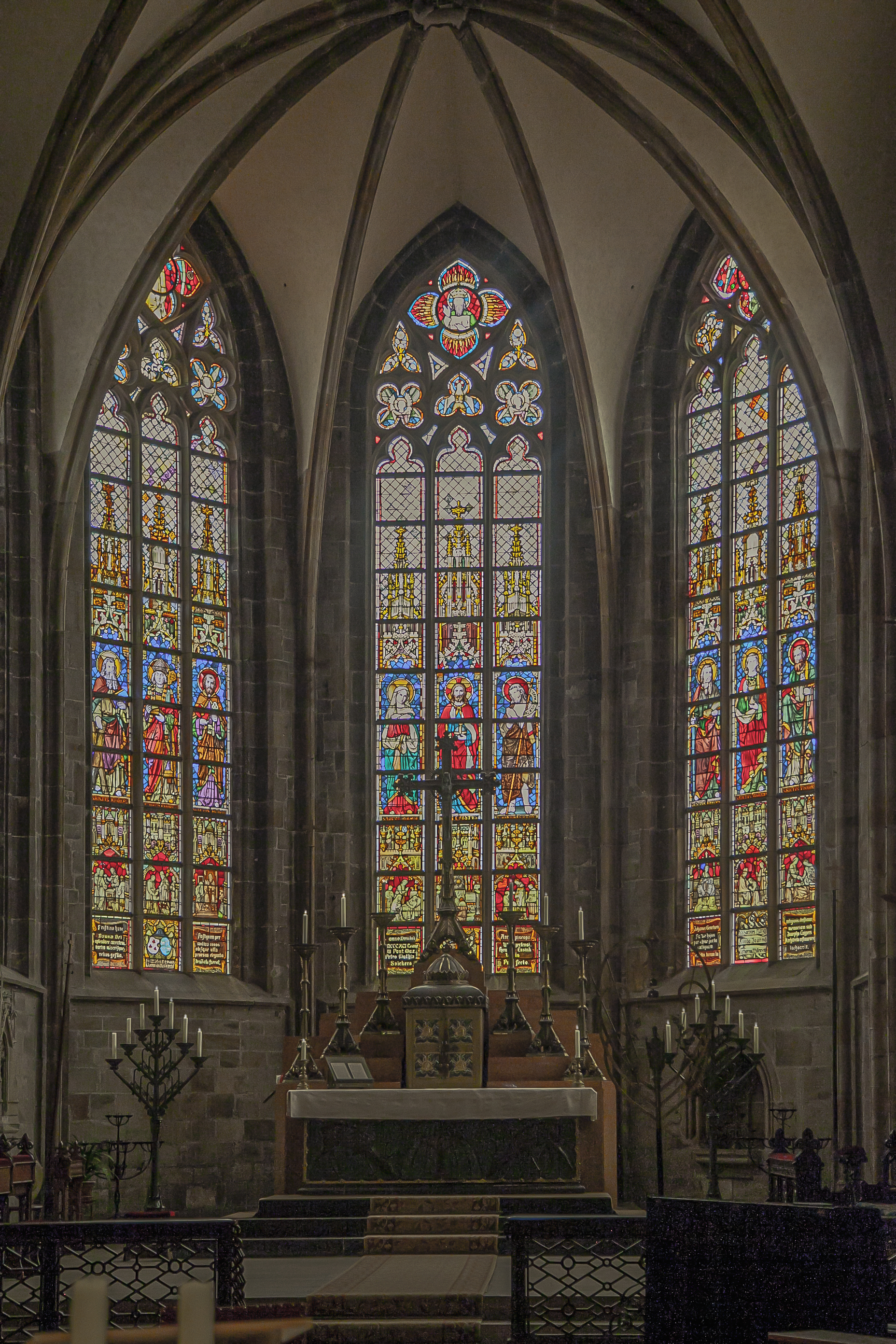
Chorapsis
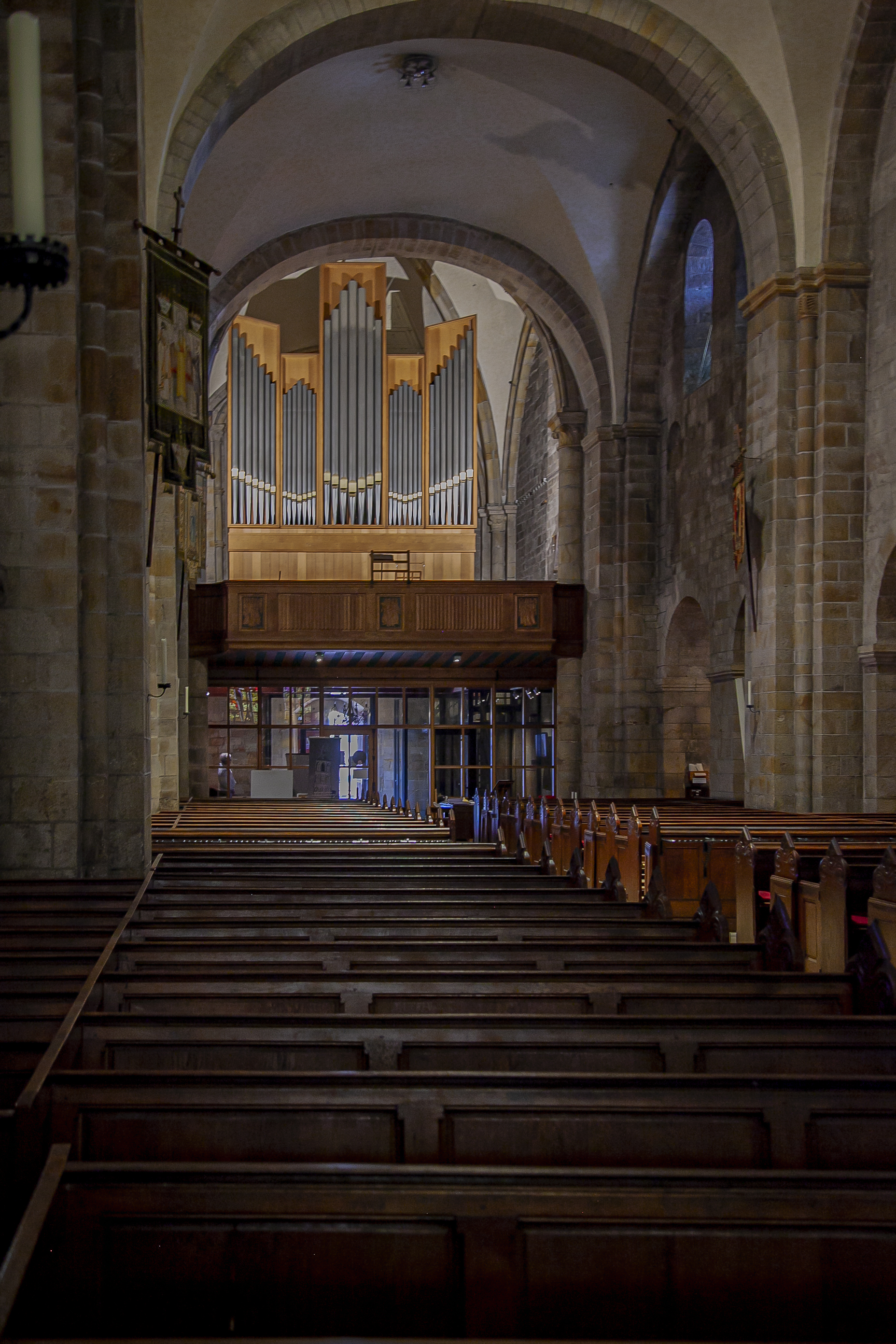
Blick durch das Hauptschiff zur Orgel
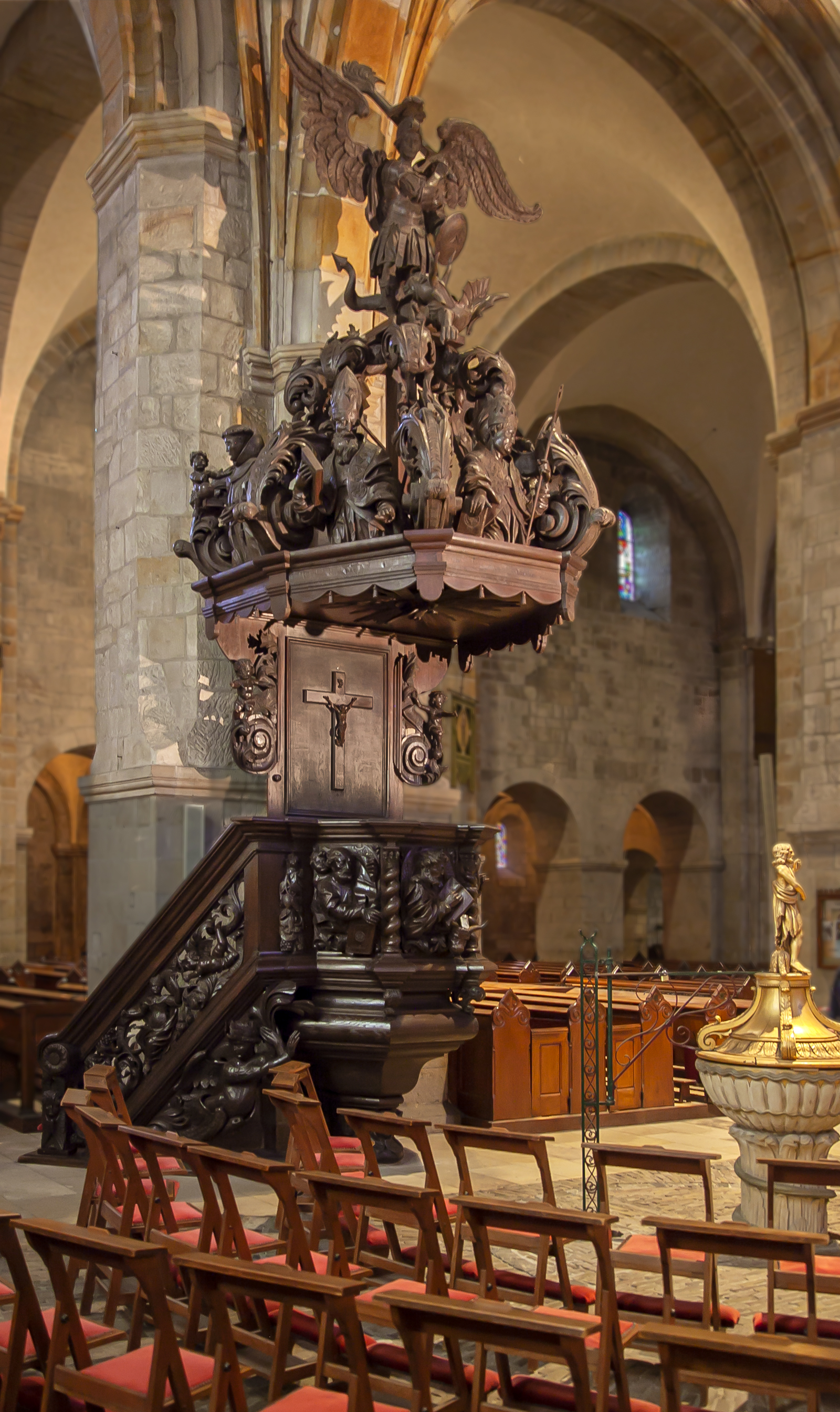
Predigtkanzel im südlichen Seitenschiff
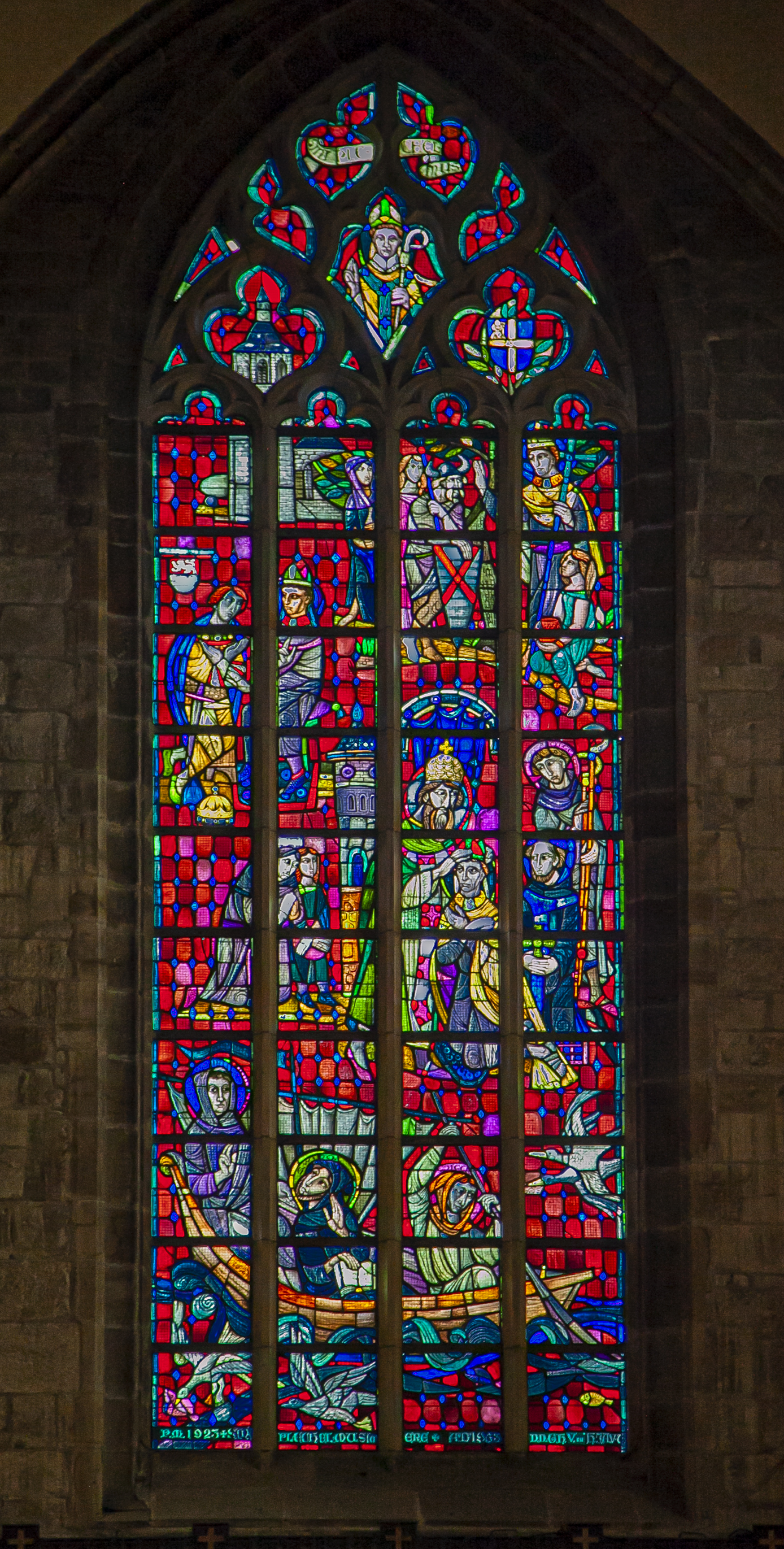
Fenster im südlichen Seitenschiff

Wahrscheinlich wurde der heute etwa sechzig Meter hohe Turm mit Westchor unter Bischof Otto II. von Utrecht (1216–1227) gebaut. Der Turm wird wegen seiner Verzierungen als frühgotisch oder der romano-gotisch bezeichnet. Im Jahr 1447 wütete in Oldenzaal ein heftiges Feuer, wobei der romanische Südflügel beschädigt wurde. Dieser wurde zwischen 1481 und 1500 im gotischen Stil wieder aufgebaut. Um 1500 wurde der fünfte Turmabschnitt gebaut. Im Mittelalter war die Kirche eine der sieben wichtigsten Kirchen des Bistums Utrecht.
Die Reformation beendete nach sieben Jahrhunderten im 17. Jahrhundert das Ordensleben. Die beeindruckenden Kapitelhäuser wurden für den Abriss im selben Jahrhundert verkauft. Von 1633 bis 1810 wurde das Kirchengebäude von der evangelischen Gemeinde von Oldenzaal genutzt, die wegen der geringen Mitgliederzahl die Instandhaltung aber stark vernachlässigte. Nach der Rückgabe an die katholische Kirche im Jahre 1810 durch König Louis Bonaparte wurde der monumentale Lettner aus dem 15. Jahrhundert abgebrochen. Die notwendige Restaurierung der Kirche erfolgte in mehreren Abschnitten, die bedeutendste durch den Architekten Jos Cuypers, der die Sandsteinwände und mittelalterlichen Verputze wieder freilegen ließ.

## Glockengeläut
Die Glockenkammer im Kirchturm ist die größte ihrer Art in Europa. 
Das Carillon besitzt 48 Glocken, von denen sechs auch als Läuteglocken dienen. Die zweitgrößte ist die Maria von 1493 vom berühmten Glockengießer Gerhard van Wou mit einem Gewicht von 2400 kg. Die anderen vier sind die Beatrix (1600 kg), Irene (1150 kg), der Henriette (680 kg) und der Everdina (480 kg), die alle im 20. Jahrhundert gegossen wurden. Seit 2020 hängt als schwerste Glocke der "Plechelmus" in der Glockenkammer.
| Nr. | Name       | Gießer             | Gussjahr | Durchmesser (mm) | Nominal |
| --- | ---------- | ------------------ | -------- | ---------------- | ------- |
| 1   | Plechelmus | Abel Portilla      | 2020     | 1818             | b0      |
| 2   | Maria      | Geert van Wou      | 1493     | 1599             | c1      |
| 3   | Beatrix    | Eijsbouts-Lips     | 1949     | 1374             | d1      |
| 4   | Appolonia  | Gillett & Johnston | 1929     | 1194             | f1      |
| 5   | Henriëtte  | Gillett & Johnston | 1929     | 1071             | g1      |
| 6   | Everdina   | Gillett & Johnston | 1929     | 966              | a1      |

## Basilica minor
Im Jahr 1950 wurde die St.-Plechelmus-Kirche durch Papst Pius XII. zur Basilica minor erhoben.